# São Carlos do Ivaí
São Carlos do Ivaí é um município brasileiro do estado do Paraná. Sua população segundo o censo do IBGE de 2022 é de 6.587 habitantes.